# کورتنی وندرسلوات
کورتنی وندرسلوات (انگلیسی: Courtney Vandersloot؛ زادهٔ ۸ فوریهٔ ۱۹۸۹) بازیکن بسکتبال اهل ایالات متحده آمریکا است.